# High Voltage (piosenka)
High Voltage – pierwszy singel australijskiego zespołu hardrockowego AC/DC. Piosenka pochodzi z ich drugiego albumu studyjnego T.N.T. (1975). Rok później utwór znalazł się na pierwszym wydanym ogólnoświatowo albumie formacji – High Voltage.
Singiel zadebiutował na 48. pozycji w UK Singles Chart w 1980 roku. „High Voltage” jest jedną z najpopularniejszych piosenek zespołu. Piosenka znalazła się na koncertowym albumie If You Want Blood You've Got It (1978) i była wykonywana w 2010 roku dla uczczenia pamięci – z okazji 30. rocznicy śmierci – pierwszego stałego frontmana zespołu Bona Scotta. Wersja koncertowa znalazła się na DVD Rough & Tough (2005).